# Шемлей Марія Володимирівна
Марія Володимирівна Шемлей (нар. 6 січня 1934, село Колиндяни, тепер Чортківського району Тернопільської області) — українська радянська діячка, бригадир дозувальників Колиндянського концентратно-дріжджового комбінату. Депутат Верховної Ради УРСР 9—11-го скликань.

## Біографія
Народилася 6 січня 1934 року в селі Колиндяни Тернопільського воєводства Польща, тепер Чортківського району Тернопільської області Україна.
Освіта середня.
З 1950 року — робітниця, дозувальниця, бригадир дозувальників Колиндянського концентратно-дріжджового комбінату Чортківського району Тернопільської області.
Потім — на пенсії в селі Колиндяни Чортківського району Тернопільської області.

## Нагороди
- орден Трудового Червоного Прапора
- орден «Знак Пошани»
- медаль «За доблесну працю. В ознаменування 100-річчя з дня народження Володимира Ілліча Леніна» (1970)
- медалі